# Holden SSX
Der Holden SSX ist ein Fließheck-Konzeptfahrzeug, das auf dem VY Commodore basiert, aber aggressiver gestylt ist. Die Front ist eckiger und hat doppelte Projektionsscheinwerfer, Nebellampen und einen besonderen Kühlergrill. Das Heck wurde komplett überarbeitet und hat einen tiefer gesetzten, aggressiven Stoßfänger, geschwärzte Rücklichter und eine Heckklappe, was ihn zusammen mit dem Rover SD1 und dem Holden Torana zu einem der ersten Fließheck-Fahrzeuge der Welt mit V8-Motor machte. Der Wagen ist in grün metallic („Kryptonite“) lackiert und der Innenraum ist in schwarz und silber gehalten. Die Instrumente leuchten tiefrot, wenn die Beleuchtung eingeschaltet ist. Der Wagen war nur ein Konzeptfahrzeug und zierte zusammen mit anderen Fahrzeugen den gut bestückten Holden-Stand auf der Sydney International Motor Show 2002.

## Antrieb
Der SSX wird von einem 5,7 l-V8-Motor der 3. Generation angetrieben, der 225 kW entwickelt. Die Motorkraft wird auf alle 4 Räder übertragen. Dies wird durch Holdens „Crossover“-Allradantriebssystem bewerkstelligt, das auch der Crewman, der Adventra, der HSV Avalanche und der HSV Coupé 4 besaßen.